# Sten K. Johnson
Sten K. Johnson, egentligen Sten Christer Folke Johnsson, född 1945, död 16 januari 2013, var en svensk entreprenör och industriman.

## Biografi

### Utbildning
Johnson var i grunden civilekonom, utbildad vid Ekonomihögskolan i Lund.

### Karriär
Karriären inleddes hos Trelleborg AB. Eftersom där redan fanns en annan anställd med initialerna SJ beslutade vaktmästaren att även Johnsons andranamn Christer skulle användas vid korrespondens, vilket felaktigt förkortades K.
Karriären fortsatte hos Sonessons och Aktiespararnas Riksförbund, där Johnson avancerade till vice ordförande. Johnson har även tjänstgjort som finanskonsult och börskrönikör.
När Kockums varvsverksamhet övertogs av staten 1979 återstod en börsplats på Stockholms fondbörs, en kassa på 20 miljoner kr samt stora skattemässiga förlustavdrag. Under Johnsons ledning ombildades Kockums till investmentbolaget Skåne-Gripen. När Skåne-Gripen var nära att bli uppköpt 1989 försökte Johnson tillsammans med några andra chefer att köpa loss några dotterbolag privat, vilket kritiserades av såväl storägare som Aktiespararnas Riksförbund. Slutligen fick hela ägarkollektivet i Skåne-Gripen ta över några av dotterbolagen, vilket blev grunden till Midway Holding. Inom det senare bolaget agerade Johnson styrelseordförande och koncernchef fram till sin bortgång. Han var också ägare av Tibia Konsult, bolaget som är majoritetsägare i koncernen.

### Övriga engagemang
År 2011 donerade Sten K. Johnson 20 miljoner kronor till entreprenörskapsverksamheten vid Lunds universitet och möjliggjorde därmed bildandet av Sten K. Johnson Centre for Entrepreneurship.
Han engagerade sig bland annat även i projektet Uppstart Malmö, ett program med syfte att engagera nya företagare, speciellt i delar av Malmö där arbetslösheten är hög.
Sten K. Johnson var även en av grundarna av den exklusiva sällskapsklubben Hansaklubben i Malmö.

## Sten K. Johnsons stiftelse
Hösten 2012 bildade Sten K. Johnson en stiftelse med ändamål att främja gränsöverskridande och nyskapande initiativ inom bildning, utbildning, medicin, teknik, entreprenörskap, litteratur och musik. Stipendier delades ut första gången i november 2013 och delas därefter ut årsvis. Runt en miljon kronor delas ut årligen i varje kategori, med ett maxbelopp på 300 000 kronor. År 2019 fick stiftelsen in 634 ansökningar, vilket slog det tidigare rekordet på 580 ansökningar från år 2015.

## Utmärkelser, ledamotskap och priser
- Kungliga Patriotiska Sällskapets Näringslivsmedalj 2012[11]
- Ledamot av Vetenskapssocieteten i Lund (LVSL)[12]
- Hedersdoktor vid Ekonomihögskolan vid Lunds universitet 2012[13]
- Årets Förebild Syd (Founders Alliance) 2012[14]
- Skåneetta, kategori Näringsliv (Aspekta) 2011[15]